# Canzoniere (Saba)
Il Canzoniere è un'ampia raccolta di poesie dello scrittore triestino Umberto Saba.

## Genesi
Originariamente in forma di manoscritto, ebbe prima pubblicazione nel 1921 in seicento esemplari col marchio "Libreria Antica e Moderna", la libreria antiquaria aperta da Saba nel 1919.
Ampliata nel corso degli anni, venne riedita diverse volte. Una prima edizione rivista si ebbe nel 1945 e una seconda nel 1948, a questa edizione fu riveduta dall'autore e vi aggiunse le sue ultime poesie, comprese sotto il titolo Mediterranee; venne pubblicato da Einaudi. A queste ne seguirono altre. Poco dopo la seconda edizione del Canzoniere, Saba scrisse una sorta di guida-commentario alla lettura dell'opera, pensando che sarebbe stata di difficile comprensione ai lettori. Il titolo è Storia e cronistoria del Canzoniere, qui il poeta parla di se in terza persona per poter interloquire con il lettore.
In un'edizione postuma del 1961 vennero aggiunte anche nuove sezioni comprendenti precedenti raccolte pubblicate da Saba, come Il piccolo Berto (1929-1931), Versi militari (1908) e Trieste e una donna (1910-1912). L'edizione definitiva pubblicata da Einaudi nel 1965  in totale comprende tre corposi volumi, all'interno vengono riportati anche i libri composti negli ultimi anni di vita del poeta Uccelli, Quasi un racconto, Sei poesie per la vecchiaia ed Epigrafe; sempre in questa edizione si presenta il sonetto  Da un Colle nella sua forma originale.

## Struttura

### Volume primo
- Poesie dell'adolescenza e giovanili (1900-1907)
- Versi militari (1908)
- Casa e campagna (1909-1910)
- Trieste e una donna (1910-1912)
- La serena disperazione (1913-1915)
- Poesie scritte durante la guerra (1920)

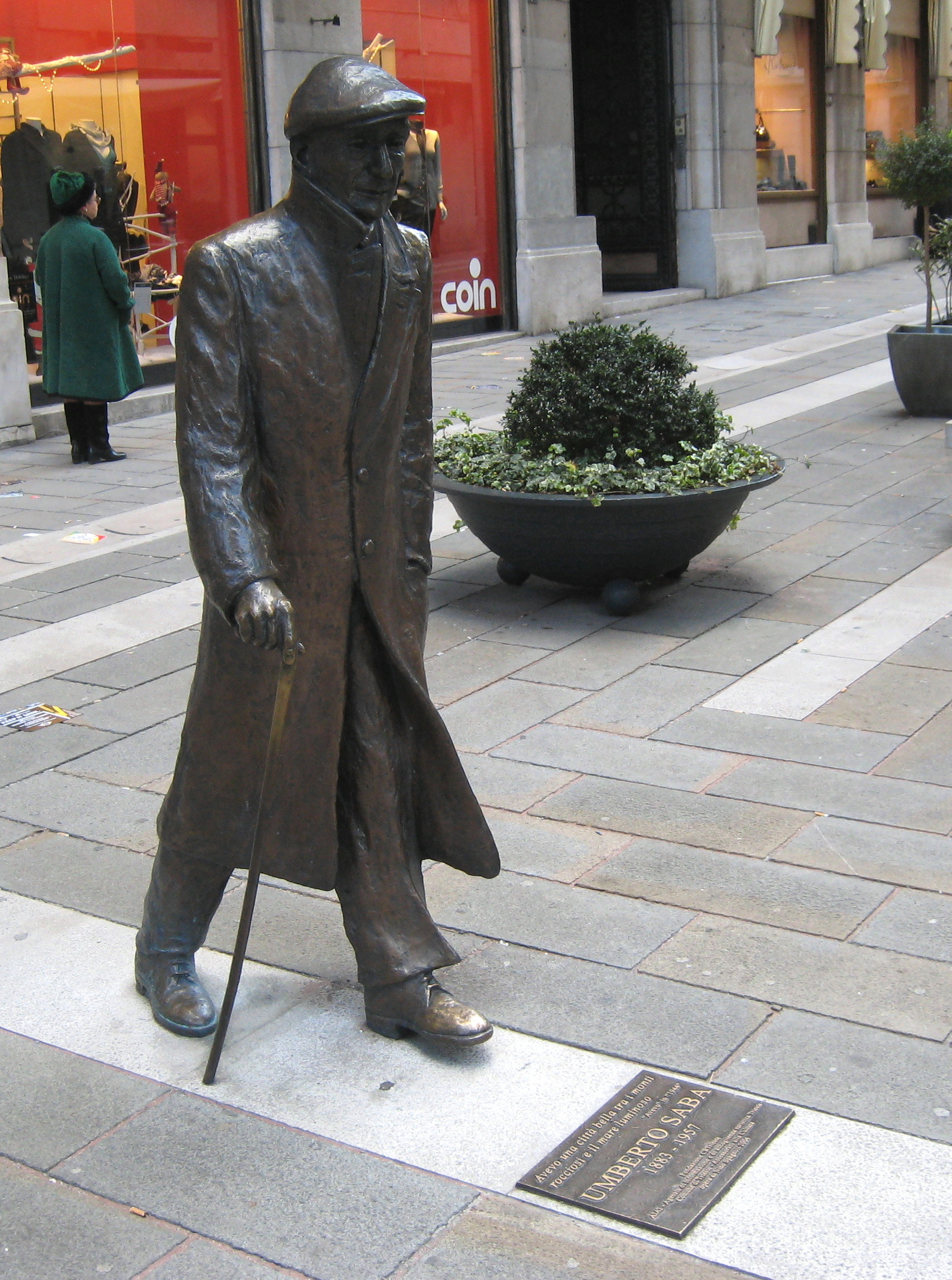
Statua di Saba a Trieste

- Tre poesie fuori luogo (1920)
- Cose leggere e vaganti (1920)

### Volume secondo
- Preludio e canzonette (1922-1923)
- Autobiografia (1924)
- I prigioni (1924)
- Fanciulle (1925)
- Cuor morituro (1925-1930)
- L'uomo (1928)
- Preludio e fughe (1928-1929)
- Il piccolo Berto (1929-1931)

### Terzo volume
- Parole (1933-1934)
- Ultime cose (1935-1943)
- 1944 (stesso anno)
- Varie (senza data)
- Mediterranee (1947)
- Epigrafe (1947-1948)
- Uccelli (1948)
- Quasi un racconto (1951)
- Sei poesie della vecchiaia (1953-1954)

## Temi

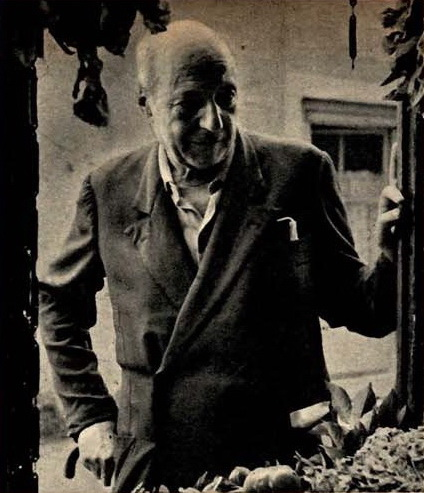
Ritratto di Saba con la pipa

Saba nell'opera si propone di raccontare il processo di ricerca di un semplice uomo, ossia il poeta stesso, verso la purificazione totale. Infatti egli nella raccolta racconta dall'infanzia all'anzianità quasi tutta la sua vita in versi. Il tema principale è quello dell'infanzia del poeta, travagliata dal trauma della separazione a tre anni del fanciullo dalla balia che lo aveva accudito. L'educazione repressiva della madre induce Saba a vivere un trauma, tant'è che egli nei componimenti chiama la sua balia "Madre di gioia", mentre la figura della madre porterà il soprannome di "Madre mesta". Saba inoltre attribuirà queste due figure ad ogni donna che incontrerà nella sua vita. Nel primo volume Lina, sua moglie, verrà paragonata alla figura della madre, in quanto di carattere oscuro come la genitrice, mentre nel volume secondo, in particolare nella raccolta Fanciulle, Saba darà alle varie donne che incontrerà l'attributo della madre di gioia.
Particolarmente la figura di Lina è legata al poeta, che la ritrae nella poesia A mia moglie (Casa e campagna) paragonandola a varie forme di animali di campagna mansueti, che però hanno atteggiamenti duri e severi, come quelli della madre stessa del poeta.

Umberto Saba

Tuttavia il dissidio interiore del poeta non cessa, e così egli, dopo essersi sottoposto ad una terapia psichiatrica, nella raccolta Il piccolo Berto (Berto sarebbe il diminutivo di Umberto), il poeta rievoca con serenità e tristezza il momento del trauma infantile dovuto alla separazione dalla balia. Tuttavia Saba celebra il congedo non con rancore, ma con lo spirito di un adulto che ha accettato il trauma.
Altro tema cardine dell'opera è l'eros, ossia la concezione di piacere (libido), che già Sigmund Freud ha analizzato nelle sue terapie analitiche della psiche. Saba, specialmente nelle poesie della raccolta Trieste e una donna, decide di legarsi alla parte del popolo più basso della città natale, sostenendo che l'approdo all'amore e all'eros, ossia all'impulso involontario che spinge a vivere, sia proprio nella comunità, e specialmente tra i poveri e i bisognosi. Infatti Saba si oppone fermamente al modello di vita ipocrita borghese, che in quel tempo sosteneva la poetica superomista di Gabriele D'Annunzio, il quale esaltava la figura del poeta, che doveva rivestire il ruolo di Vate. Nella raccolta lirica Mediterranee, Saba nella poesia Amai dichiara la sua poetica, ossia composta di "trite parole", che però assumono il significato dell'onestà e della genuinità dell'esistenza, che parte proprio dalla semplice e usatissima parola "amore". Saba nella poesia (così come ha fatto in un suo saggio intitolato: Quel che resta da fare ai poeti oggi - 1911), sostiene che la vera lirica del Novecento che garantisce la continuità della poesia stessa è la poetica onesta, composta di semplici e scarne parole, ma che saranno immortali, come i versi di Alessandro Manzoni. In confronto a questi, Saba denuncia e condanna quelli sfarzosi di D'Annunzio, sostenendo che tal poetica è soltanto per un pubblico ristretto, che non celebrano o insegnano nulla, ma che mostrano qualcosa di finto soltanto secondo diversi punti di vista.

## Stile
Lo stile di Saba è stato definito "anti-novecentista", in quanto ricalca le forme metriche dell'Ottocento, nonché delle poesie della classicità. Prevalgono le forme del sonetto, dell'endecasillabo e del settenario, con molte rime baciate, e poche alternate. Saba, riprendendo volutamente tale stile, aggiunge ai suoi componimenti temi semplici, ossia quelli della "poesia onesta". Anche il linguaggio usato nell'opera è molto semplice, non vengono usate parole difficili, ma le parole quotidiane; Saba cerca la parola più concreta per esprimere un concetto.

## Edizioni
- Il Canzoniere (1900-1945), Torino, Einaudi, 1945.
- Il canzoniere (1900-1947), Collana I Millenni, Torino, Einaudi, 1947. - Nuova edizione rivista, I Millenni, Einaudi, 1961; ristampa anastatica, Einaudi, 2010.
- Antologia del «Canzoniere». Secondo una scelta progettata dal poeta nel 1948. Con un saggio introduttivo di Carlo Muscetta, Collana NUE n.18, Torino, Einaudi, 1963. - Collana Gli struzzi n.311, Einaudi, 1987.
- Il Canzoniere 1921. Edizione critica a cura di Giordano Castellani, Milano, Fondazione Arnoldo e Alberto Mondadori, 1981.
- Tutte le poesie, a cura di A. Stara, Collana I Meridiani, Milano, Mondadori, 1998.